# Hathiyol
Hathiyol (en népalais : हथिऔल) est un comité de développement villageois du Népal situé dans le district de Sarlahi. Au recensement de 2011, il comptait 8 560 habitants.